# Aspidoscelis labialis
Aspidoscelis labialis là một loài thằn lằn trong họ Teiidae. Loài này được Stejneger mô tả khoa học đầu tiên năm 1890.